# Gomillion contro Lightfoot
Gomillion contro Lightfoot è un caso giudiziario del 1960 affrontato dalla Corte Suprema degli Stati Uniti d'America e riguardante l'esclusione dei neri dal diritto di voto nella cittadina di Tuskegee, in Alabama. La Corte trovò anticostituzionale la decisione del governo locale di ridefinire i confini collegiali della città per escludere i quartieri neri ed impedire ad essi di votare per le questioni cittadine o di prendere parte alla vita politica di Tuskegee. La sentenza finale fu che una tale discriminazione violava il XV emendamento della Costituzione degli Stati Uniti d'America.

## Antefatti
Nella città di Tuskegee, in Alabama, dopo il passaggio del Civil Rights Act del 1957, gli attivisti stavano lentamente facendo dei progressi nella registrazione al voto degli afroamericani, il cui numero stava salendo e quasi pareggiando quello dei bianchi votanti. La città era sede del Tuskegee Institute, un college storico per afroamericani, e di un ospedale per i veterani di colore.
In termini di popolazione totale, gli afroamericani superavano i bianchi con una proporzione di circa quattro a uno e questo intimoriva i bianchi, convinti che presto sarebbero stati governati da un'amministrazione a maggioranza nera. Fu così che i residenti bianchi fecero pressioni sulla legislazione dell'Alabama per ridefinire i confini della città. Senza alcun dibattito, nel 1957 la legislazione approvò la Local Law 140 ("legge locale 140") con la quale, ignorando le proteste degli afroamericani, la pianta cittadina fu divisa in 28 blocchi, di cui quelli a prevalenza nera allontanati dal centro cittadino. Circa 400 cittadini neri furono tagliati fuori, mentre quasi nessun residente bianco subì la medesima sorte. Anche il college e l'ospedale furono considerati fuori città.
Charles G. Gomillion, un professore di scienze sociali al Tuskegee College, si mobilitò insieme ad altri studenti e membri della comunità. Gli attivisti colsero l'occasione come un pretesto per avviare una battaglia per i diritti civili ed attirare l'attenzione nazionale. Partì un boicottaggio contro le principali attività gestite dai bianchi. L'atto di ridefinizione dei confini fu scritto dal legislatore Engelhardt, segretario esecutivo del White Citizens' Council of Alabama ed un sostenitore della supremazia bianca e della segregazione razziale. Quest'ultimo fatto fu sfruttato da Gomillion e i suoi colleghi per dimostrare che l'atto era stato compiuto con motivi puramente discriminatori ed era una palese violazione della parità di diritti sancita dal XIV emendamento della Costituzione degli Stati Uniti d'America. Da qui partì la battaglia legale contro il sindaco ed i suoi sostenitori.
La corte distrettuale dell'Alabama, con sede a Montgomery, guidata dal giudice Frank M. Johnson, scartò il caso, stabilendo che lo stato aveva tutto il diritto di ridisegnare i confini della città in termini di elezioni e giurisdizioni. La sentenza fu confermata anche da una delle corti di New Orleans, in Louisiana.
Booker T. Washington aveva promosso l'avanzata degli afroamericani mediante l'istruzione e lo sviluppo dell'identità nazionale, con l'aspettativa di far sì che tutti fossero accettati dai bianchi e che venisse loro riconosciuto ciò che gli spettava di diritto. All'epoca del caso, la Corte Suprema si interessò alla faccenda ed il giornalista Bernard Taper scrisse:
(Bernard Taper, 1962)
La decisione di ridefinire i confini, comunque, ebbe l'effetto non voluto di unire gli intellettuali afroamericani del Tuskegee Institute con i meno istruiti che vivevano al di fuori della sfera scolastica. Alcuni membri del corpo docenti si sono accorti che possedere diplomi avanzati dà loro uno status assolutamente uguale a quello dei cittadini bianchi e le loro istituzioni.
Dal momento che Gomillion ed i suoi difensori legali presentarono il caso alla Corte Suprema e la questione fu discussa da Fred Gray, un legale per i diritti civili con una certa esperienza, e Robert L. Carter, membro della National Association for the Advancement of Colored People (NAACP), con l'aiuto di Arthur D. Shores, consulente legale. L'avvocato difensore del sindaco e i suoi sostenitori fu, invece, James J. Carter (che non ha nulla a che vedere con Robert L. Carter).

## La sentenza
In questo storico caso per il diritto di voto, la Corte Suprema si riunì per decidere se l'Atto 140 della legislazione dell'Alabama fosse una violazione del XV emendamento oppure no. L'Alabama aveva passato tale legge nel 1957, cambiando l'assetto collegiale cittadino ed eliminando così molti esponenti di spicco afroamericani.
Il giudice Frankfurter presentò alla Corte questi fatti ed infine la sentenza condannò la Legge 140 come effettiva violazione della Costituzione, dal momento che gli stati non possono privare dei diritti fondamentali alcuni cittadini sulla base della razza, del colore della pelle o dello stato sociale. Il giudice Whittaker sostenne la scelta ma affermò che, secondo lui, più che una violazione del XV emendamento era più un'effrazione contro il XIV, il quale stabiliva la "pari protezione dei diritti" (la clausola detta Equal Protection Clause).
In effetti la Corte sostenne di più l'intervento di Whittaker, come dimostrato poi anche in un caso del 1962 in Tennessee, Baker v. Carr.

## In seguito
Il caso mostrò che tutti i poteri statali erano in realtà soggetti alle limitazioni imposte dalla Costituzione degli Stati Uniti e dalle sentenze della Corte Suprema. A tal proposito, gli stati non si potevano isolare dal resto del governo federale né tanto meno potevano mettere a rischio i diritti costituzionali dei propri concittadini. Il caso fu poi passato alla corte locale; nel 1961, sotto la direzione del giudice Johnson, l'atto fu annullato e la città tornò ad avere gli stessi istituti collegiali di prima.
Nel caso Mobile v. Bolden, del 1980, la corte si limitò alla sua sentenza in Gomillion, stabilendo che per richiedere un intervento delle corti federali è necessario prima che ci sia una palese violazione dei diritti, a carattere discriminatorio e razzista, come specificato nella Sezione 2 del Voting Rights Act.
Nel 1982 il Congresso annullò tale decisione, emendando tale atto e specificando che "per dichiarare un simile intervento illegale e richiedere l'intervento delle corti federali, è sufficiente dimostrare che si tratti di un atto discriminatorio a priori, non necessariamente di matrice razzista. Questa sentenza si è rivelata utile per molti casi e battaglie legali degli anni a venire, quando situazioni del genere hanno colpito anche membri di una stessa comunità, indipendentemente dalla razza.